# Тотланн, Томас
Томас Олай Тотланн (норв.  Tomas Olai Totland; род. 28 сентября 1999, Берген) — норвежский футболист, защитник американского клуба «Сент-Луис Сити».

## Клубная карьера
Является воспитанником клуба «Фана». В его составе дорос до основной команды, за которую дебютировал 19 апреля 2015 года в матче второго дивизиона против «Виннбьярта», в котором он вышел на поле на 86-й минуте. Перед сезоном 2017 года подписал трёхлетний контракт с «Согндалом», но на правах аренды до конца года остался в «Фане». По окончании аренды провёл три сезона «Согндале», выступая в первом норвежском дивизионе. За это время принял участие в 77 матчах, в которых забил семь мячей.
7 января 2021 года перешёл в «Тромсё», с которым заключил четырёхлетнее соглашение. Дебютировал за клуб 9 мая в первом туре нового чемпионата Норвегии, выйдя в стартовом составе против «Будё-Глимта». По итогам сезона «Тромсё» занял 12-ю строчку в турнирной таблице, а Тотланн сыграл в 27 матчах и забил пять мячей.
23 декабря 2021 года перешёл в «Хеккен», подписав с клубом контракт, рассчитанный на четыре года. 26 февраля 2022 года впервые сыграл за команду в матче группового этапа кубка страны с «Фалькенберг». В чемпионате Швеции дебютировал 9 апреля в игре с «Дегерфорсом», выйдя на поле на 86-й минуте вместо Вальгейра Фридрикссона.
21 декабря 2023 года перешёл в «Сент-Луис Сити», подписав с американским клубом трёхлетний контракт до конца сезона MLS 2026 с опцией продления на сезон 2027. За «Сент-Луис Сити» дебютировал 20 февраля 2024 года в матче Кубка чемпионов КОНКАКАФ против «Хьюстон Динамо».

## Карьера в сборной
В ноябре 2018 года впервые был вызван в молодёжную сборную Норвегии на товарищеский матч с Турцией. Дебютировал за сборную в этом матче, состоявшемся 20 ноября, выйдя на замену по ходу встречи.
В апреле 2019 года попал в окончательную заявку сборной на молодёжный чемпионат мира в Польше. Принял участие в заключительном матче группового этапа с Гондурасом, выйдя на замену на 61-й минуте вместо Кристиана Борхгревинка.

## Клубная статистика
| Выступление      | Выступление      | Выступление      | Лига | Лига | Кубки | Кубки | Конт. кубки | Конт. кубки | Разное | Разное | Итого | Итого |
| Клуб             | Лига             | Сезон            | Игры | Голы | Игры  | Голы  | Игры        | Голы        | Игры   | Голы   | Игры  | Голы  |
| ---------------- | ---------------- | ---------------- | ---- | ---- | ----- | ----- | ----------- | ----------- | ------ | ------ | ----- | ----- |
| Фана             | 2-й дивизион     | 2015             | 11   | 0    | 0     | 0     | 0           | 0           | 0      | 0      | 11    | 0     |
| Фана             | 2-й дивизион     | 2016             | 17   | 1    | 2     | 0     | 0           | 0           | 0      | 0      | 19    | 1     |
| Фана             | 2-й дивизион     | 2017             | 6    | 1    | 2     | 0     | 0           | 0           | 0      | 0      | 8     | 1     |
| Фана             | Итого            | Итого            | 34   | 2    | 4     | 0     | 0           | 0           | 0      | 0      | 38    | 2     |
| Согндал          | 1-й дивизион     | 2018             | 16   | 0    | 0     | 0     | 0           | 0           | 0      | 0      | 16    | 0     |
| Согндал          | 1-й дивизион     | 2019             | 30   | 1    | 1     | 0     | 0           | 0           | 0      | 0      | 31    | 1     |
| Согндал          | 1-й дивизион     | 2020             | 30   | 6    | 0     | 0     | 0           | 0           | 1      | 0      | 31    | 6     |
| Согндал          | Итого            | Итого            | 76   | 7    | 1     | 0     | 0           | 0           | 1      | 0      | 78    | 7     |
| Тромсё           | Элитсерия        | 2021             | 27   | 5    | 0     | 0     | 0           | 0           | 0      | 0      | 27    | 5     |
| Тромсё           | Итого            | Итого            | 27   | 5    | 0     | 0     | 0           | 0           | 0      | 0      | 27    | 5     |
| Хеккен           | Алльсвенскан     | 2022             | 23   | 0    | 2     | 0     | 0           | 0           | 0      | 0      | 25    | 0     |
| Хеккен           | Алльсвенскан     | 2023             | 21   | 1    | 6     | 0     | 11          | 0           | 0      | 0      | 38    | 1     |
| Хеккен           | Итого            | Итого            | 44   | 1    | 8     | 0     | 11          | 0           | 0      | 0      | 63    | 1     |
| Сент-Луис Сити   | MLS              | 2024             | 1    | 0    | 0     | 0     | 1           | 0           | 0      | 0      | 2     | 0     |
| Сент-Луис Сити   | Итого            | Итого            | 1    | 0    | 0     | 0     | 1           | 0           | 0      | 0      | 2     | 0     |
| Всего за карьеру | Всего за карьеру | Всего за карьеру | 182  | 15   | 13    | 0     | 12          | 0           | 1      | 0      | 208   | 15    |

## Достижения
Хеккен:
- Чемпион Швеции: 2022
- Обладатель Кубка Швеции: 2022/23